# Kalendarium historii energetyki w Polsce

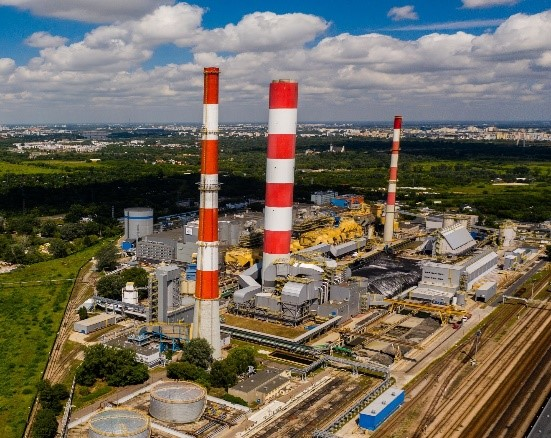
Elektrociepłownia Siekierki, największa polska elektrociepłownia

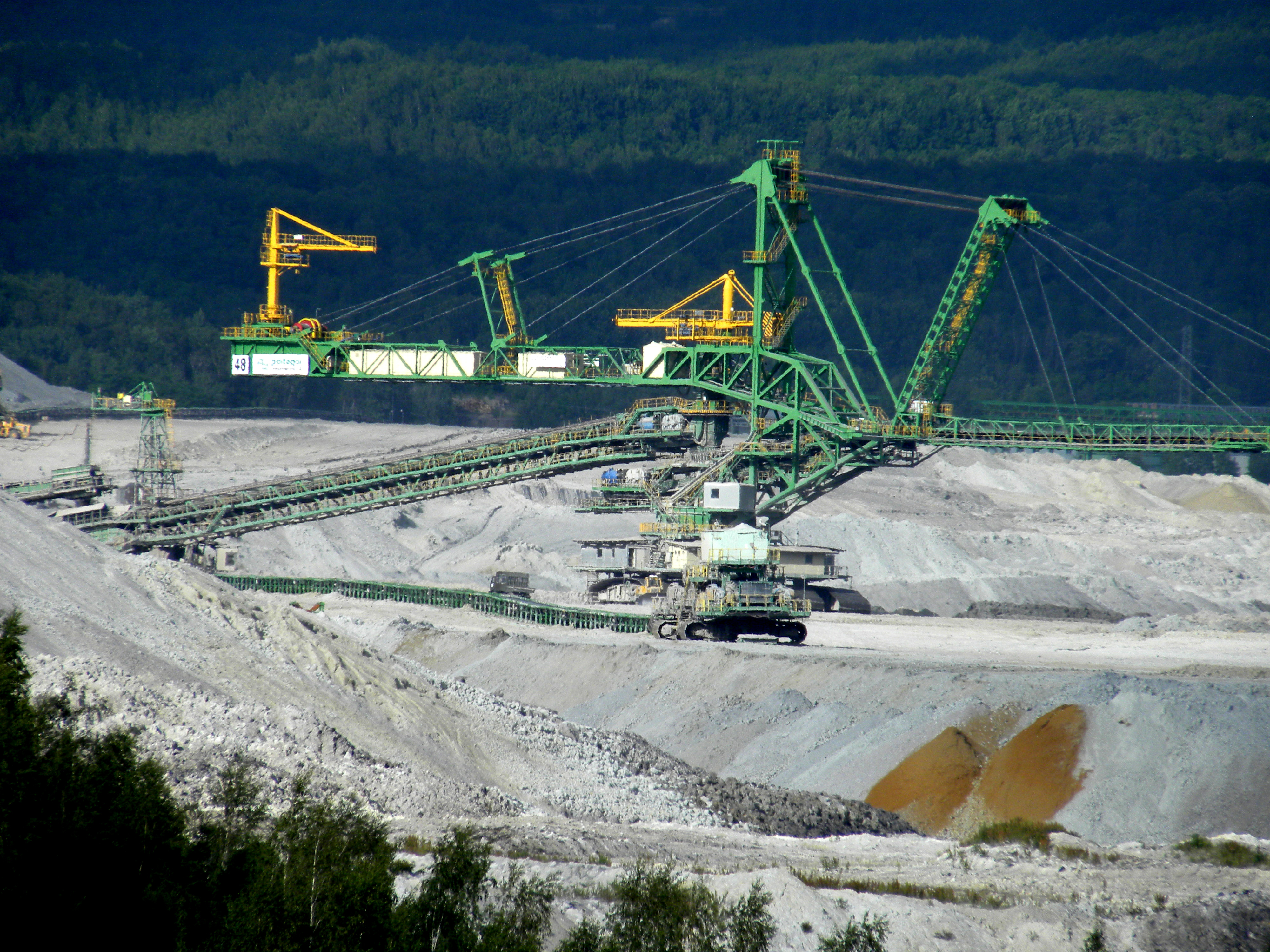
Kopalnia Węgla Brunatnego Turów

Kalendarium historii energetyki w Polsce – uporządkowany chronologicznie, począwszy od XX wieku aż do współczesności, wykaz dat i wydarzeń związanych z energetyką w Polsce.

## II Rzeczpospolita

### Lata. 30
- 1939:
  - 3 maja – oddano do eksploatacji Elektrownię Stalowa Wola (uruchomiono pierwszą turbinę 20 MW i dwa kotły rusztowe)[1]
  - Sierpień – oddano do eksploatacji drugą turbinę 20 MW i kolejne dwa kotły rusztowe Elektrowni Stalowa Wola[1]

## Polska Rzeczpospolita Ludowa

### Lata .40
- 1946 – łączna ilość produkcji energii elektrycznej w Polsce wyniosła 5.8 TWh[2]

### Lata .50
- 1950:
  - Stopień elektryfikacji kraju wyniósł 19%[2]
  - Łączna ilość produkcji energii elektrycznej w Polsce wyniosła 9,4 TWh[2]
- 1952 – rozpoczęto budowę sieci elektroenergetycznej 220 kV[2]
- 1958 – rozpoczęto budowę Elektrociepłowni Siekierki

### Lata .60
- 1960:
  - Zakończono budowę sieci elektroenergetycznej 220 kV. Łącznie jej długość wyniosła 9200 km[2]
  - Rozpoczęto współpracę polskiego systemu elektroenergetycznego z systemami Związku Radzieckiego, Czechosłowacji i NRD[2].
  - Włączono do eksploatacji Elektrownię Wodną Koronowo (26 MW)[3]
  - Oddano do eksploatacji (czasowo na napięciu 220 kV) pierwszą w Polsce linię 440 kV relacji Mikułowa – Joachimów[3]
  - Uruchomiono w Elektrowni Bełchatów dwa bloki energetyczne o mocy 70 MW każdy[3].
  - Uruchomiono w Elektrowni Pomorzany dwa bloki energetyczne o mocy 60 MW każdy[3].
  - Uruchomiono Elektrociepłownie Bielsko Biała (EC1) o mocy 77 MWe[3]
  - Rozpoczęto budowę Elektrowni Halemba i Elektrowni Łagisza[3]
  - Łączna ilość produkcji energii elektrycznej w Polsce wyniosła 29.3 TWh[2]
- 1961:
  - Przekazano do eksploatacji Elektrownię Wodną Myczkowce (przepływowo-wyrównawcza) na Sanie o mocy 8,3 MW[3]
  - Elektrociepłownia Pomorzany osiągnęła moc 135 MWe i 323 MWt[3]
  - 4 grudnia – oddano do eksploatacji pierwszą turbinę o mocy 50 MW w Elektrowni Siekierki[4]
- 1962:
  - 12 października – oddano do eksploatacji blok energetyczny nr I (50 MW) Elektrowni Halemba[5]
- 1963:
  - Grudzień – Elektrownia Halemba osiągnęła pełną moc zainstalowaną wynoszącą 200 MW (4 x 50 MW)[5]

### Lata .70
- 1970:
  - 1 kwietnia – rozpoczęcie budowy Elektrowni Dolna Odra
  - Łączna ilość produkcji energii elektrycznej w Polsce wyniosła 64.5 TWh[2]

- 1974:
  - 29 kwietnia – rozpoczęcie eksploatacji bloku nr I (222 MW)[6] Elektrowni Dolna Odra
  - 1 września – rozpoczęcie eksploatacji bloku nr II (232 MW)[6] Elektrowni Dolna Odra

- 1975:
  - Rozpoczęcie eksploatacji bloku nr III, IV, V (222 MW)[6] Elektrowni Dolna Odra

- 1976:
  - Rozpoczęcie eksploatacji bloku nr VI (222 MW)[6] i VII (232 MW)[6] Elektrowni Dolna Odra

- 1977:
  - 14 maja – rozpoczęcie eksploatacji bloku nr VIII (232 MW)[6] Elektrowni Dolna Odra i tym samym zakończenie jej dalszej rozbudowy o kolejne jednostki wytwórcze

Zakończono powszechną elektryfikację kraju. (udało się zelektryfikować 99 proc. obszarów wiejskich)

### Lata .80
- 1980 – łączna ilość produkcji energii elektrycznej w Polsce wyniosła 121.9 TWh[2]

## Rzeczpospolita Polska

### Lata. 90
- 1990 – łączna ilość produkcji energii elektrycznej w Polsce wyniosła 136.3 TWh[2]

### Lata. 2000
- 2000 – łączna ilość produkcji energii elektrycznej w Polsce wyniosła 145.2 TWh[2]
- 2009:
  - 28 lutego – wycofanie z eksploatacji bloku nr II (50 MW) i III (50 MW) Elektrowni Halemba[5]

### Lata. 2010
- 2010 – łączna ilość produkcji energii elektrycznej w Polsce wyniosła 156.3 TWh[2]
- 2012:
  - 11 marca – wycofanie z eksploatacji bloku nr I (50 MW) Elektrowni Halemba[5]
  - 11 kwietnia – wycofanie z eksploatacji bloku nr IV (222 MW) Elektrowni Dolna Odra[6]

- 2014:
  - 1 stycznia – wycofanie z eksploatacji bloku nr III (50 MW) Elektrowni Dolna Odra[6]

### Lata .20
- 2020:
  - 31 grudnia – wycofanie z eksploatacji bloków nr I (222 MW) i II (232 MW) Elektrowni Dolna Odra[7]